# Nikolaï Prjevalski
Ne pas confondre avec Przewalski, nom d'une race de chevaux à laquelle Nikolaï Prjevalski a donné son nom.
 (avril 2008).
Si vous disposez d'ouvrages ou d'articles de référence ou si vous connaissez des sites web de qualité traitant du thème abordé ici, merci de compléter l'article en donnant les références utiles à sa vérifiabilité et en les liant à la section « Notes et références ».

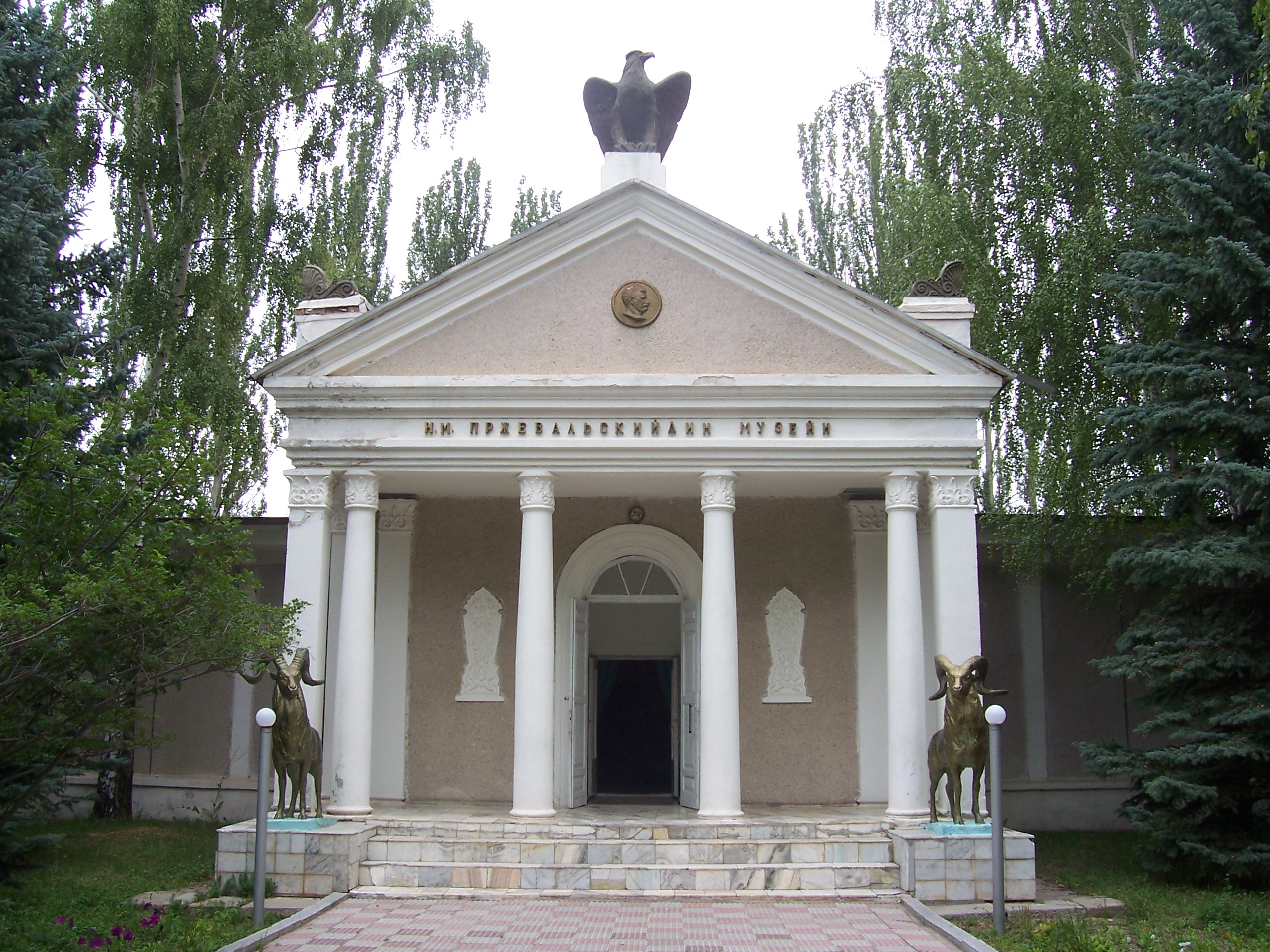
Entrée du musée Prjevalski à Karakol.

Nikolaï Mikhaïlovitch Prjevalski (en russe : Никола́й Миха́йлович Пржева́льский), orthographié à l'origine Przewalski (nom polonais), né le 31 mars 1839 (12 avril dans le calendrier grégorien) à Kimborovo près de Smolensk, décédé le 20 octobre 1888 (1er novembre dans le calendrier grégorien) à Karakol, est un naturaliste d'origine polonaise qui fut officier de l'armée impériale russe, géographe et explorateur de l'Asie centrale. Bien qu'il n'ait jamais atteint son objectif final, la ville de Lhassa au Tibet, il voyagea à travers des régions inconnues du monde occidental, comme le nord du Tibet (les actuels territoires du Qinghai et de la Dzoungarie). Il est considéré comme le premier Européen ayant rencontré la seule espèce de cheval sauvage connue, le cheval de Przewalski, auquel Ivan Poliakov donna son nom.

## Jeunesse
Nikolai Prjevalski naît dans la région de Smolensk. Son père, officier peu fortuné, descend d'un cosaque zaporogue établi en Pologne au XVIe siècle, et anobli alors par le roi. Il meurt en 1846. Sa mère est issue d'une famille de propriétaires terriens du voisinage. Prjevalski n'apprécie pas l'école, mais il s'y découvre une mémoire photographique. Il n'est heureux qu'en été, à la maison, où il s'adonne à la chasse avec son oncle. En 1855, il décide de s'engager, et il entame une vie de garnison d'infanterie sans intérêt. Rêvant de devenir explorateur, il demande son transfert vers la région de l'Amour, tout juste concédée sous la contrainte à la Russie par la Chine. Demande refusée. Il est néanmoins admis sur concours dans une académie militaire de Saint-Pétersbourg en 1861. Il y passe deux ans à étudier très consciencieusement les sciences naturelles et militaires (géographie, topographie, navigation), et rédige une dissertation intitulée « Étude militaire et statistique de la région de l'Amour ». Le texte connaît un succès qui dépasse les murs de l'Académie, et qui lui vaut son admission à la Société impériale de géographie.
En 1865-1866, il enseigne l'histoire et la géographie dans un collège militaire de Varsovie, où il apprécie la compagnie de ses jeunes élèves. En novembre 1866, on lui permet de partir vers Irkoutsk, et rapidement on lui confie une première mission.

## Expédition militaire vers l'Oussouri (1867-1869)
Les autorités militaires lui demandent d'examiner la disposition des bataillons des frontières mandchoue et coréenne, d'étudier la population, la faune et la flore, ainsi que les routes terrestres, fluviales et maritimes. Son jeune ami Koecher lui ayant fait faux bond, Prjevalski trouve un autre compagnon de voyage, Nikolaï Iagounov. L'expédition se met en route le 7 juin 1867. Elle traverse le lac Baïkal en bateau à vapeur, puis rejoint la rivière Chilka, le premier affluent majeur de l'Amour, et fait route vers Blagovechtchensk puis le village de Khabarovka (aujourd'hui Khabarovsk), au confluent de l'Oussouri. De là, l'Amour coule vers le nord-est, et l'Oussouri vers le sud. Sur 500 kilomètres, l'expédition remonte le cours de l'Oussouri jusqu'au village de Busse, passant les 27 stations de colons cosaques qui gardent la frontière chinoise, puis atteint le grand lac Khanka. Tout le mois d'août 1867 est consacré à l'observation, la chasse et la pêche sur les abords du lac. En septembre, le poste de Possiet sur la côte Pacifique est atteint, à 160 kilomètres au sud. Prjevalski force la frontière coréenne, jusqu'à la forteresse de Keiko, considérant que c'est ainsi qu'il faut agir avec les Asiatiques. L'expédition remonte ensuite de mauvaises pistes côtières sur 500 kilomètres jusqu'à Vladivostok, peuplée alors de 500 habitants. Après une infructueuse chasse au tigre dans la vallée de Soutchan, l'expédition passe la baie d'Olga, puis remonte la vallée de la Tazoucha à travers les monts Sikhote Aline. Elle arrive dans la vallée de l'Oussouri et passe un printemps 1868 bucolique au lac Khanka, où elle recense 120 espèces d'oiseaux. Prjevalski est appelé à pacifier un soulèvement anti-russe des Chinois de la vallée de Soutchan, puis il est appelé à Nikolaïevsk, pour y occuper des fonctions militaires qu'il apprécie peu.
Son travail d'exploration lui vaut la médaille d'argent Constantin de la société impériale de géographie (le compte rendu « Voyages dans la région de l'Oussouri » sera publié en 1870), et il peut enfin rentrer à Irkoutsk à l'automne 1869, puis à Saint-Pétersbourg pour la nouvelle année.
Le président de la Société de géographie, Piotr Semionov-Tian-Chanski, lui promet son soutien pour une expédition dans l'ouest de la Chine, mais la région est en proie à la rébellion des Dounganes, des Chinois de religion musulmane. Prjevalski obtient néanmoins la permission de monter une expédition vers le lac Kokonor, point de rencontre des Chinois, des Mongols et des Tangoutes (Tibétains nomades). L'expédition est financée par la Société de géographie, le ministère de la Guerre, Prjevalski lui-même, et le jardin botanique. L'ambassade russe à Pékin se charge d'obtenir les passeports.

## En Mongolie et chez les Tangoutes (1871-1873)
L'expédition se prépare à Irkoutsk et Kiakhta, sur la frontière mongole, fin 1871. Elle se met en route vers Pékin via Ourga (aujourd'hui Oulan-Bator, la capitale de la Mongolie) et Kalgan (Zhangjiakou), sur l'itinéraire traditionnel des caravanes commerciales. Prjevalski manifestera toute sa vie un profond dédain pour les populations locales, et traitera de l'ethnologie par des formules lapidaires, telles que : « La religion bouddhiste s'allie parfaitement avec le caractère paresseux du nomade », ou bien « L'homme chinois est un juif, doublé d'un pickpocket moscovite, les deux élevés au carré ». Son seul biographe occidental (Donald Rayfield, 1976) justifie cette attitude en proposant que les explorateurs de l'époque fuyaient leur propre société, et étaient donc enclins à voir le pire de chaque société plutôt que le meilleur.
Prjevalski décide de consacrer le printemps à l'exploration et à la chasse dans la région du lac Dalaï (达里湖), à 400 kilomètres au nord de Pékin, qui regorge d'oiseaux migrateurs. L'expédition commence réellement en mai 1871, en direction du fleuve Jaune, via Kuku Khoto (Hohhot) et la ville de garnison chinoise de Baotou, où elle traverse le fleuve, vers le plateau des Ordos. Après avoir exploré le petit massif des monts Ala Shan, dans l'actuelle région autonome du Níngxià, Prjevalski constate qu'il n'a pas de fonds suffisants pour continuer, et rentre fin octobre par une route plus septentrionale, vers Pékin qu'il atteint à la fin de l'année. La route est difficile et se solde par la perte de douze chameaux et onze chevaux.
En mars 1872, l'expédition reprend le départ de Kalgan pour les 1 000 kilomètres qui conduisent à l'Ala Shan, via la route qu'ils connaissent. Là, ils ont la chance de trouver une caravane de marchands et de pèlerins tangoutes qui se dirige vers le Kokonor. Les marches de nuit dans un « horrible désert » sont éprouvantes. Partout, la rébellion doungane (qui fait alors rage en Chine) a laissé des lamaseries en ruines et des cadavres en décomposition.
Dans le système montagneux des Nan Shan, qui s'étend au nord du lac Kokonor, l'air devient enfin plus frais et humide. Près de la rivière Datong (大通河), au nord de la ville de Xining (西宁), l'expédition trouve à la fois refuge et camps de base aux lamaseries de Chörtentang et de Choibseng. En quelques semaines dans les montagnes, 324 espèces de plantes à fleurs et 124 espèces d'oiseaux sont identifiées. En octobre, Prjevalski atteint enfin la rive du Kokonor, le grand lac sacré des Tibétains. « Le rêve de ma vie est réalisé », écrit-il. Entre deux sorties de chasse et d'exploration de faune et de flore, Prjevalski rencontre l'ambassadeur de Lhassa à Pékin, Kambe Nantu, qui avait quitté Lhassa en 1862, et qui y retournait, en attendant la fin de la rébellion doungane. L'ambassadeur lui propose de rendre visite au 12e dalaï-lama à Lhassa, mais il n'a pas les moyens de s'y rendre immédiatement. L'expédition se rend vers l'ouest au Tsaidam, la dépression d'altitude peuplée de tribus mongoles et située au pied de la partie nord-est du plateau tibétain.
Avec un vieux guide mongol, Chutungdzamba, il veut aller reconnaître le cours supérieur du fleuve Bleu, qui porte là le nom de Mur Usu. C'est une ancienne route caravanière, et les conditions sont rendues terribles par l'altitude et le vent ; mais Prjevalski trouve son bonheur dans la chasse au yak sauvage, dont il tire 32 spécimens en deux mois. L'expédition atteint finalement son but, distant de Lhassa de 27 étapes seulement. Mais les bêtes sont épuisées ou mortes, il n'y a plus d'argent, et Prjevalski décide de faire demi-tour. Fin février, il est de retour au Tsaidam, et un mois plus tard sur la rive du Kokonor, encore gelé. Le trajet de retour est entrecoupé de longues parties de chasse, dans ses régions favorites des Nan Shan et de l'Ala Shan. Fin juillet 1873, il repart vers le nord, dans les grandes chaleurs du désert de Gobi, sur une piste qui conduit en ligne droite vers Ourga.
Le bilan de l'expédition est un succès total. Pour la somme de 18 000 roubles, et au prix de la perte de 24 chevaux, de 55 chameaux et du chien Faust, l'expédition a atteint des régions inconnues et rapporté 5 000 spécimens de plantes, 1 000 oiseaux et 3 000 espèces d'insectes, ainsi que 70 reptiles et des peaux et fourrures de 130 mammifères différents. Prjevalski passe Noël en famille, puis se rend à Saint-Pétersbourg où il reçoit tous les honneurs et est promu au grade de lieutenant-colonel. Il prévoit la publication en trois volumes de « Mongolie et Pays des Tangoutes », dont un volume d'ornithologie et un de botanique. Le premier volume est prêt en novembre 1874, et le travail sur le volume 2 dure pendant toute l'année 1875.
Un plan grandiose est élaboré pour l'expédition suivante : des steppes kazakhes au Tian Shan ; le Lop Nor, Lhassa, la descente du Brahmapoutre jusqu'en Inde ; retour au Tibet et en Mongolie, puis Tibet à nouveau, descente de l'Irrawaddy ou de la Salween vers la Birmanie. Le plan est rapidement réduit à deux ans, sans passer par l'Inde ou la Birmanie.

## En Dzoungarie et au Lop Nor (1876-1878)

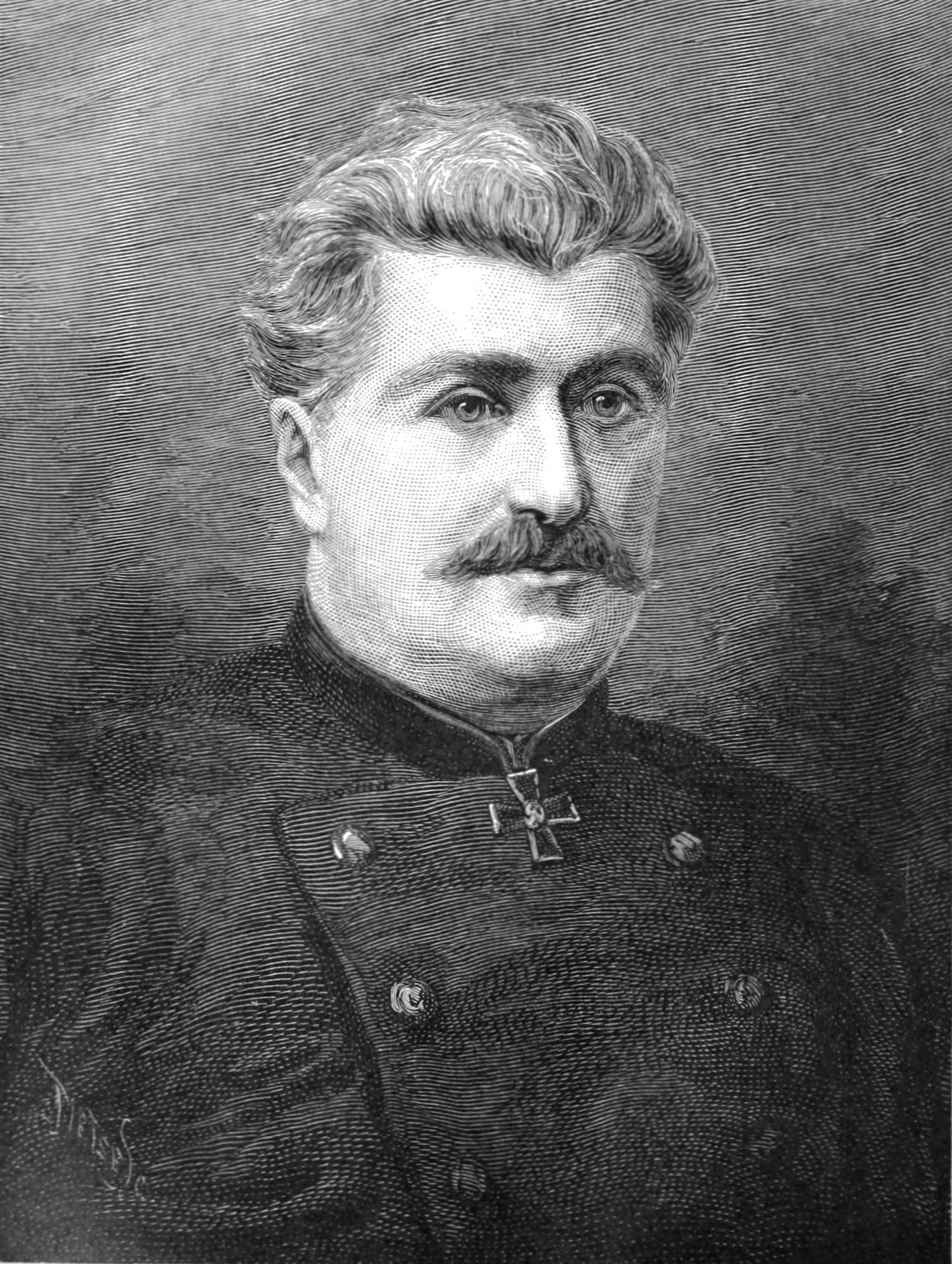
Nikolaï Prjevalski (auteur anonyme, entre 1886 et 1887).

L'expédition quitte Saint-Pétersbourg en mai 1876, et se rend à Semipalatinsk (aujourd'hui Semeï au Kazakhstan), puis à Kulja (Yining), dans la vallée de l'Ili, affluent du lac Balkach, alors occupée par les Russes. Dix hommes, 24 chameaux, quatre chevaux et deux chiens se mettent en route à travers les Tian Shan, avec la double autorisation de Yaqub Beg, l'homme fort local, et des Chinois, qui s'apprêtent à regagner militairement la Dzoungarie et la Kachgarie. Les musulmans les interceptent et leur imposent d'aller directement à Korla.
De là, ils longent le fleuve Tarim « le pire endroit que je connaisse pour la chasse ». Même l'intérêt scientifique est limité. Fin décembre, à 600 km de Korla, le Tarim se perd dans les étendues de roseaux du Lop Nor, inconnu des Occidentaux depuis Marco Polo. Prjevalski constate que le Lop Nor n'est pas au même endroit que sur les cartes anciennes (où il figure plus au nord-est). Noël voit l'expédition à Charklik (Ruoqiang), au pied de l'Altyn-Tagh, dont elle explore les contreforts, dans le vent et la neige. La faune est peu abondante, mais un chameau sauvage s'approche de la caravane, sans qu'on puisse le prendre. Prjevalski rapportera néanmoins trois peaux, fournies par des locaux. Au printemps 1877, 27 espèces d'oiseaux migrateurs sont observées sur les bords du Lop Nor. Le rêve de Tibet s'estompe : il ne reste que cinq chameaux, et aucun guide ne peut être trouvé. Prjevalski décide de retourner à Kulja. À Korla, il rencontre Yaqub Bey. Les chameaux meurent un à un. Partout, les Mongols sont pourchassés et exterminés par les musulmans.
À Kuldja, Prjevalski apprend sa promotion comme colonel. Son prochain départ pour Lhassa prendra une autre route, autour de la Dzoungarie, vers Hami et le Tsaidam. Mais dès novembre, à Guchen (Qitai), au pied des monts Bogda Shan (en) (à l'est d'Urumqi), Prjevalski est malade, irascible, ne parle plus à ses Cosaques. Il décide de se rendre à l'hôpital de Zaïssansk, la première ville russe, au pied de l'Altaï, à 700 kilomètres de distance. En janvier et février 1878, il se soigne, et alors que l'expédition se prépare à son troisième départ, un messager vient leur demander de s'arrêter en raison de la situation diplomatique avec la Chine. Il s'exécute, décidé à repartir dès que possible, et rapporte néanmoins à Saint-Pétersbourg un butin botanique et zoologique considérable.
Pour son exploration au Lop Nor, Prjevalski reçoit les médailles de toutes les sociétés de géographie européennes, et tente d'obtenir par tous les moyens les autorisations nécessaires à un nouveau départ. Il écrit notamment : « L'intention scientifique masquera les objectifs politiques de l'expédition et détournera toute suspicion de la part de ceux qui nous sont hostiles. »

## La grande expédition tibétaine (1879-1880)

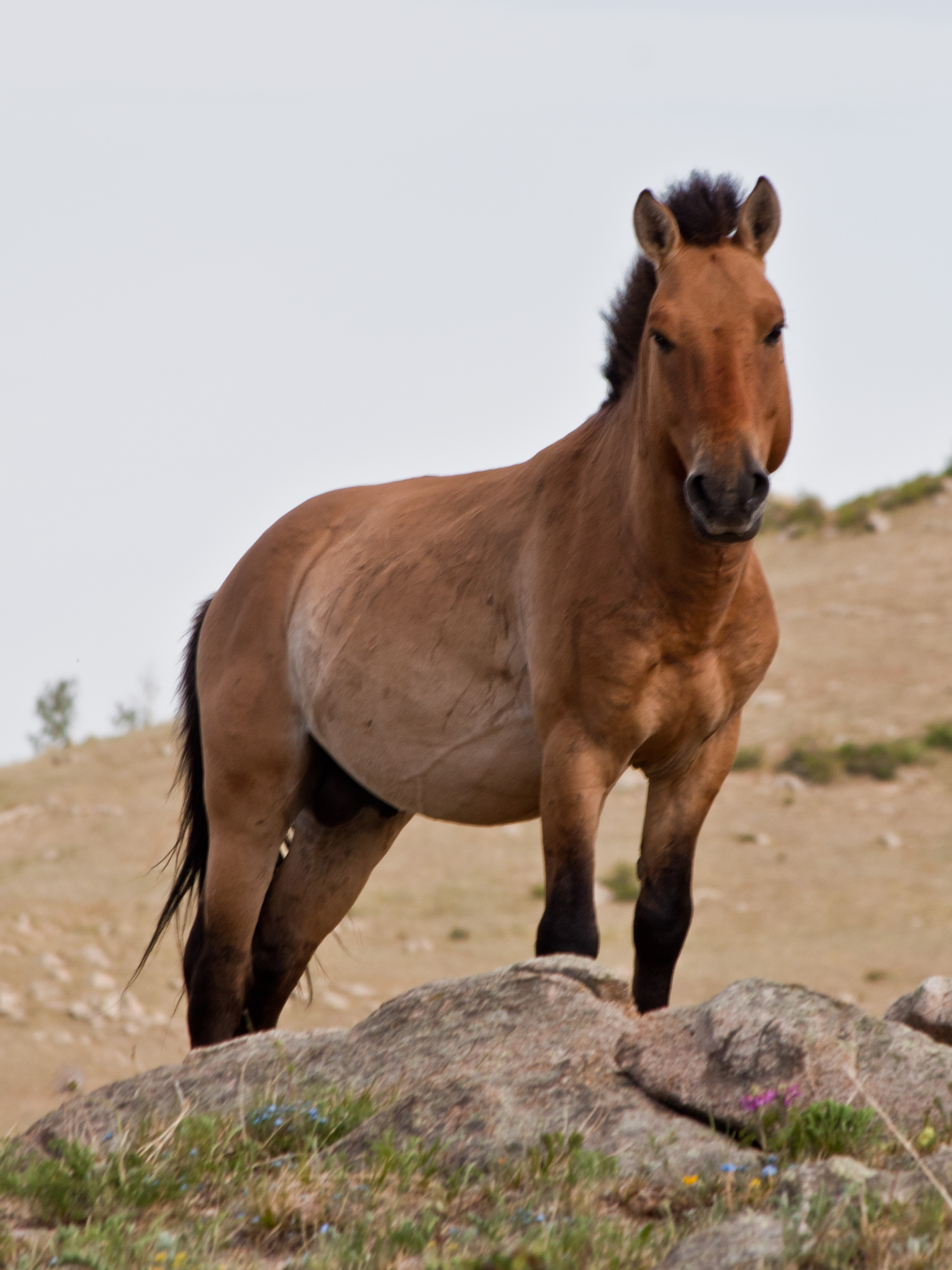
Cheval de Przewalski, découvert en 1879 au cours de l'expédition tibétaine de Prjevalski.

Dès février 1879, le nouveau groupe parvient à Orenbourg, le nouveau terminus ferroviaire, puis à Zaïssan, à la frontière de la Dzoungarie. Les risques sont grands, mais Prjevalski a le sentiment d'être dans une course pour atteindre Lhassa, contre le comte hongrois Béla Széchenyi et les Anglais. Avant de partir, il entraine au tir ses compagnons car « C'est le meilleur passeport qu'on puisse obtenir pour la Chine ».
Le départ effectif est donné en avril, en direction des oasis de Barköl et de Hami, dans l'est de la Dzoungarie, par un itinéraire qui suit la frontière de la Mongolie, au pied de l'Altaï. Juste après le départ, des Kirghizes montrent à Prjevalski la peau d'un cheval sauvage, qu'ils appellent le kurtag et que les Mongols appellent le takhi. Peu après, il en observera des spécimens vivants. C'est cette espèce qu'on appelle aujourd'hui cheval de Prjevalski. Hami est alors une ville-oasis d'une importance stratégique militaire majeure, reliant la Dzoungarie et la vallée de l'Ili à la Chine. Elle est peuplée de 4 500 soldats et de 5 000 civils, Dounganes, Ouïghours et immigrants chinois.
L'expédition fait route vers Dunhuang (alors appelée Sa-chou), le site des fameuses grottes bouddhistes de la route de la soie. Prjevalski y fait une rapide visite (mais les « dieux imaginaires » n'ont pas sa faveur), et campe une semaine à proximité de la ville. Face à l'interdiction du général chinois commandant la région, Prjevalski feint une partie de chasse pour s'éloigner vers le sud et passer au Tsaidam à travers les montagnes. Ses guides chinois tentent de le perdre, et il les renvoie, devant trouver seul son chemin à travers un massif aride qu'il nomme la chaîne de Humboldt, en l'honneur du géographe allemand. Les habitants du nord du Tsaidam sont des Mongols qui acceptent de guider l'expédition à travers les monts Ritter, jusqu'aux lacs Yikhe (grand) et Baga (petit) Tsaidamyn. Via le lac Kurlyk, vers l'est, l'expédition atteint la rivière Bayan, puis Dzun Zasak, au sud du Tsaidam, un lieu déjà visité sept ans auparavant.
On est au début de l'automne, et Prjevalski est résolu à gagner Lhassa « par la menace ou par la subversion ». Cette fois, les chameaux sont en bonne santé. Un messager chinois lui demande de nouveau de s'interrompre, mais il n'en a cure. Le risque est pourtant important car la Chine et la Russie sont presque en guerre sur la question de l'Ili. Passé le premier rideau de montagnes, Prjevalski a le plaisir de trouver de grands troupeaux de yaks et de d'ânes sauvages, et il en chasse beaucoup plus qu'il ne peut en consommer. Pour éviter sa route de 1872, l'expédition oblique à l'ouest et parvient à la rivière Shuga. De nouveau, la chasse est trop facile et en devient lassante. Sur la rive du premier affluent du Yangtse rencontré, des traces de chameaux témoignent du passage récent d'une caravane, devant eux. Malgré la météo, Prjevalski décide de tirer droit sur Lhassa. Il atteint la région de Kokoxili, où il trouve des roseaux pour nourrir les chameaux. Une nouvelle race d'ours est découverte.
Le guide s'égare et Prjevalski le renvoie vers le Tsaidam, s'il peut y parvenir. Il trouve un col conduisant au Mur Usu, le cours supérieur du Yangtse, environ 300 km en amont de sa visite précédente. On est là sur l'une des routes principales de pèlerinage qui conduit à Lhassa, via les monts Tangula. L'expédition remonte la rivière qui entre dans un défilé, et les traces sont perdues. La progression est très difficile, à travers des cols dépassant les 5 000 mètres d'altitude. Mais on atteint les premiers groupes humains depuis le Tsaidam. Ce sont des tribus Yograi, qui ne reconnaissent ni l'autorité de Xining, ni celle du dalaï-lama. Faute d'interprète, la communication est impossible avec eux, et ils se montrent hostiles. Plusieurs escarmouches se produisent, opposant douze Européens à « des hordes de sauvages », dont plusieurs sont tués. Un pèlerin mongol indique que Lhassa s'inquiète de leur approche. La frontière est gardée entre les Tangula et le fort de Nagchu. La population est menacée de mort si elle leur vend des vivres. À vingt kilomètres au nord de Nagchu, des soldats tibétains leur demandent poliment de s'arrêter. Lhassa n'est qu'à 250 km, mais Prjevalski doit obtempérer. Après trois semaines, des nouvelles arrivent de Lhassa, et le gouverneur de Nagchu lui intime l'ordre de quitter le Tibet. En arrivant au Tsaidam, il s'aperçoit qu'il avait été donné pour perdu ou mort.
En mars 1880, Prjevalski revient au Kokonor, puis à Xining, où le gouverneur militaire tente de le dissuader de partir vers les sources du fleuve Jaune. L'expédition atteint Balekun Gomi, le dernier poste habité sur le cours supérieur du fleuve Jaune, puis l'affluent Churmyn, mais il est impossible de remonter plus haut, et il faut rebrousser chemin. L'été 1880 est consacré à herboriser dans les montagnes du Gansu, avant un retour vers l'Ala Shan, puis Ourga atteint en octobre.
Le retour à Saint-Pétersbourg est triomphal, et culmine par une audience de l'empereur Alexandre II. Prjevalski fait l'acquisition d'un domaine près de Smolensk, qu'il transforme en un paradis de chasseur. Dans la distillerie voisine, il repère le jeune employé Piotr Kouzmitch Kozlov, qui deviendra son nouvel assistant puis un explorateur de renom. Il envisage déjà une nouvelle expédition, dont le premier objectif serait les sources du fleuve Jaune. Puis autant de Tibet que possible, avant un retour via Kachgar et le lac Issyk-Koul (aujourd'hui au Kirghizistan). Certaines voix lui reprochent de ne pas être systématique dans ses explorations, et de ne pas s'intéresser à la géologie, à la linguistique, à l'archéologie, à l'ethnologie. Prjevalski accepte de centrer cette nouvelle expédition sur des compléments de recherches manquant dans les premières, mais il refuse de s'entourer de spécialistes civils.

## Aux sources du fleuve Jaune et dans le Taklamakan (1883-1885)
À l'été 1883, le train conduit jusqu'à Iekaterinbourg, et l'expédition suit un itinéraire désormais classique : Kyakhta (où le ciel montre des signes de l'éruption du Krakatoa), Ourga, Alashan, Chörtentang, qu'il décrit alors comme « le lieu le plus enchanteur de l'Asie Centrale », Choibseng, la rive nord du Kokonor, puis Dulan Kit et Dzun Dzasak.
Les sources du fleuve Jaune étaient censées être situées à plus de 150 km, derrière les montagnes Burkhan Budda et Shuga. Mi-mai 1884, le groupe passe les deux chaînes qui protègent le plateau du Odon Tala (la « mer d'étoiles »), et Prjevalski estime avoir trouvé ce qu'il cherchait : les sources qui alimentent les deux lacs d'où coule le fleuve. Il mesure clairement la latitude, mais la longitude est imprécise car le ciel est couvert. Les Mongols et les Tangoutes connaissaient le lieu, qui est marqué d'un obo en haut d'une colline. Chaque année, des sacrifices d'animaux blancs y sont effectués. Le lendemain, Prjevalski se rend au plus proche des deux lacs : le Jaring Nor, tuant trois ours en route. C'est juin mais il neige. L'autre lac, l'Oring Nor, sera visité au retour.
Prjevalski décide d'aller vers le sud en direction du bassin du Yangtse. La progression est difficile dans les marécages, à travers des cols levés de près de 5 000 mètres. C'est la première fois qu'il atteint ces zones du Tibet oriental. Lhassa n'est plus qu'à 600 km, mais la traversée est trop difficile, et il décide de ne pas la tenter. D'autant que les populations locales de Kampas puis de Goloks se montrent agressives, et suscitent des escarmouches, tout au long de la route de retour, provoquant des dizaines de morts dans les rangs des nomades. Enfin, l'expédition rejoint une caravane de Tangoutes et peut rentrer au Tsaidam, à Dzun Zasak.
La deuxième phase de l'expédition peut commencer, en direction de l'est du Tsaidam vers les oasis de Teijinar (à l'ouest de l'actuelle ville de Golmud), le lac de Gas et le Lop Nor. Ne voulant pas arriver au Lop Nor avant le printemps 1885, Prjevalski dispose de plusieurs mois d'hiver pour explorer les montagnes de l'Altyn Tagh, vers le sud-ouest du lac de Gas. Il découvre une longue vallée qu'il nomme dolina vetrov, la « vallée des vents », et repère un col qui rejoint l'oasis de Cherchen. Un peu plus loin, il atteint un grand lac salé de 60 km de long qu'il nomme nezamerzaïouchtcheïe (le « lac qui ne gèle jamais »). Le télescope montre une autre chaîne qu'il nomme Mysterious et que la Société de Géographie renommera Przhevalsky. Le mercure gèle (−39 °C), le vent souffle, et ce sont les pires températures de toutes les expéditions.
Après cinquante jours passés au Lop Nor, la troisième partie de l'expédition commence fin mars 1885. Direction Charklik (aujourd'hui Ruoqiang), « misérable avant-poste », puis la rivière de Cherchen (Qiemo), « peuplée de 3 000 machins », constituant aux dires de Prjevalski le plus ancien groupe indo-européen du Turkestan. Par les contreforts de la chaîne des Kunlun, l'expédition parcourt le chapelet d'oasis du sud du Taklamakan : Niya (Minfeng), où les habitants ont la syphilis ; Keriya (Yutian), d'où elle identifie une route conduisant au Tibet, et par où était arrivé un « pandit » indien en 1871, en provenance du Ladakh ; Khotan (Hotan), à partir d'où l'expédition traverse le Taklamakan du sud au nord jusqu'à Aksou.
Enfin, via la dépression de Tourfan et les Tian Shan, le groupe rentre en territoire russe en novembre et arrive à Karakol sur le lac Issyk-Koul.

## Épilogue

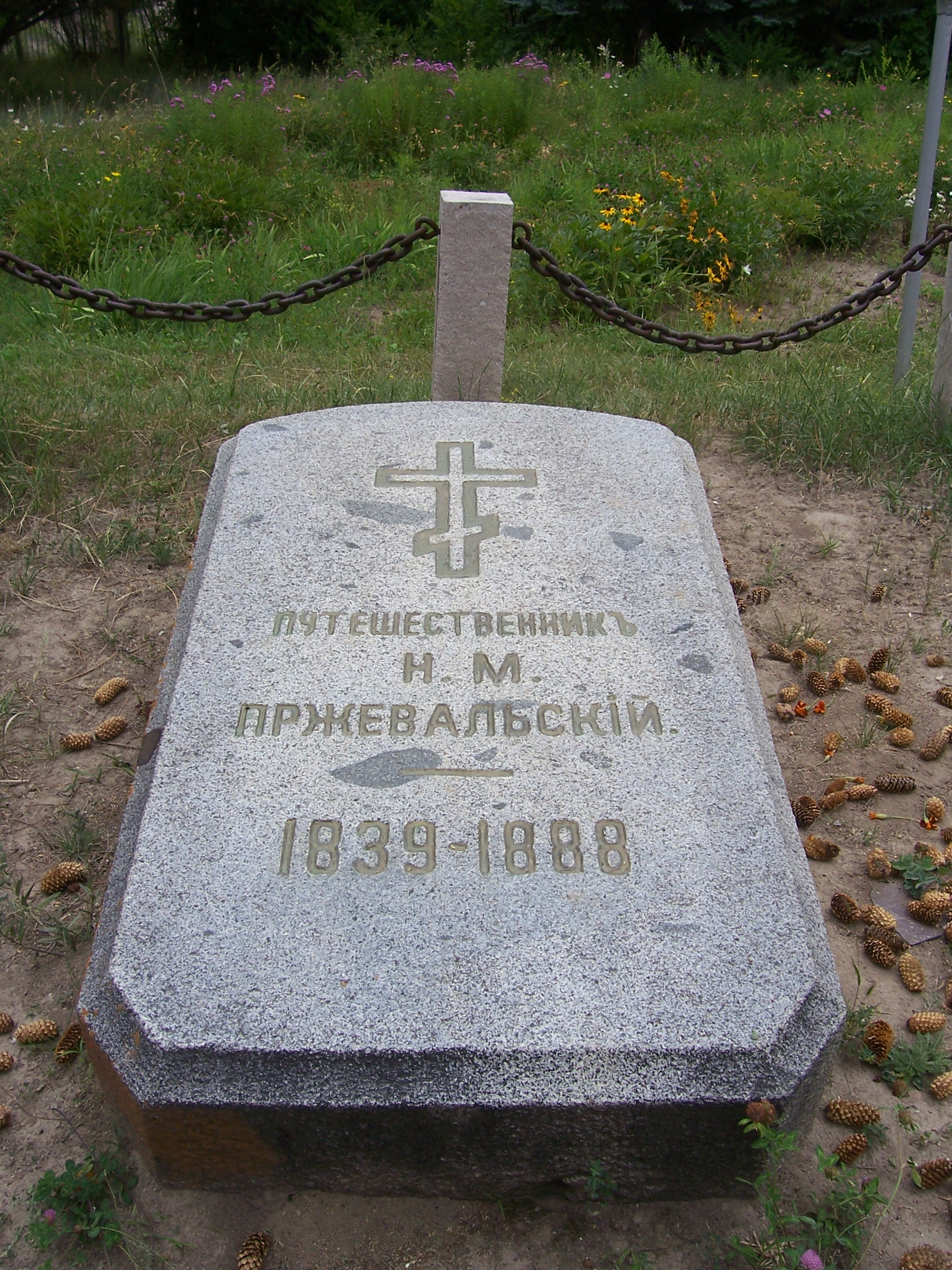
Tombe de Prjevalski à Karakol.

Prjevalski arrive à Saint-Pétersbourg en janvier 1886. Il se sent habilité à exprimer des positions impérialistes. Dans un texte intitulé « Un aperçu de la situation présente en Asie Centrale », il explique comment « la loi internationale ne s'applique pas aux sauvages » et il prône l'annexion par la Russie des populations mongoles et musulmanes.
Son obsession de parvenir à Lhassa ne l'a pas abandonné. Après deux années partagées entre son domaine et les cercles de Saint-Pétersbourg, il prend le nouveau chemin de fer transcaspien pour Samarcande, puis se rend à Tachkent et Bichkek. En préparation de l'expédition, il part chasser dans une région touchée par une épidémie de typhoïde chez les Kirghizes, boit imprudemment l'eau d'une rivière, et tombe malade. Après trois jours de route vers Karakol, il est hospitalisé, et meurt en quelques jours, après avoir demandé d'être enterré à proximité.
L'expédition part quand même, sous la direction de Pevtsov, explorateur de la Mongolie et du Turkestan dépêché en dernière minute, avec pour mission de rester dans les confins nord du Tibet. Ils iront à Yarkand et aux oasis du sud du Taklamakan, en explorant toutes les vallées conduisant au plateau.
En 1893, Alexandre III renomme la ville de Karakol en Prjelvalsk, décision inversée par Lénine en 1921, puis de nouveau par Staline en 1939 (pour le centenaire de la naissance de Prjevalski).
La mémoire de Prjevalski est entretenue dans trois œuvres littéraires : Ivan Gontcharov, rencontré à Khabarovsk, raconte leur rencontre dans La Frégate Pallas. Dans Le Duel, Anton Tchekhov le peint sous les traits de von Koren. Vladimir Nabokov s'inspire de lui dans Le Don.
Prjevalski fit don de nombreuses espèces au jardin botanique impérial de Saint-Pétersbourg dont il fut le collaborateur.

## Espèces portant son nom
- Cheval de Przewalski
- Rougequeue de Przewalski
- Ligulaire de Przewalski